# Petr Křivka

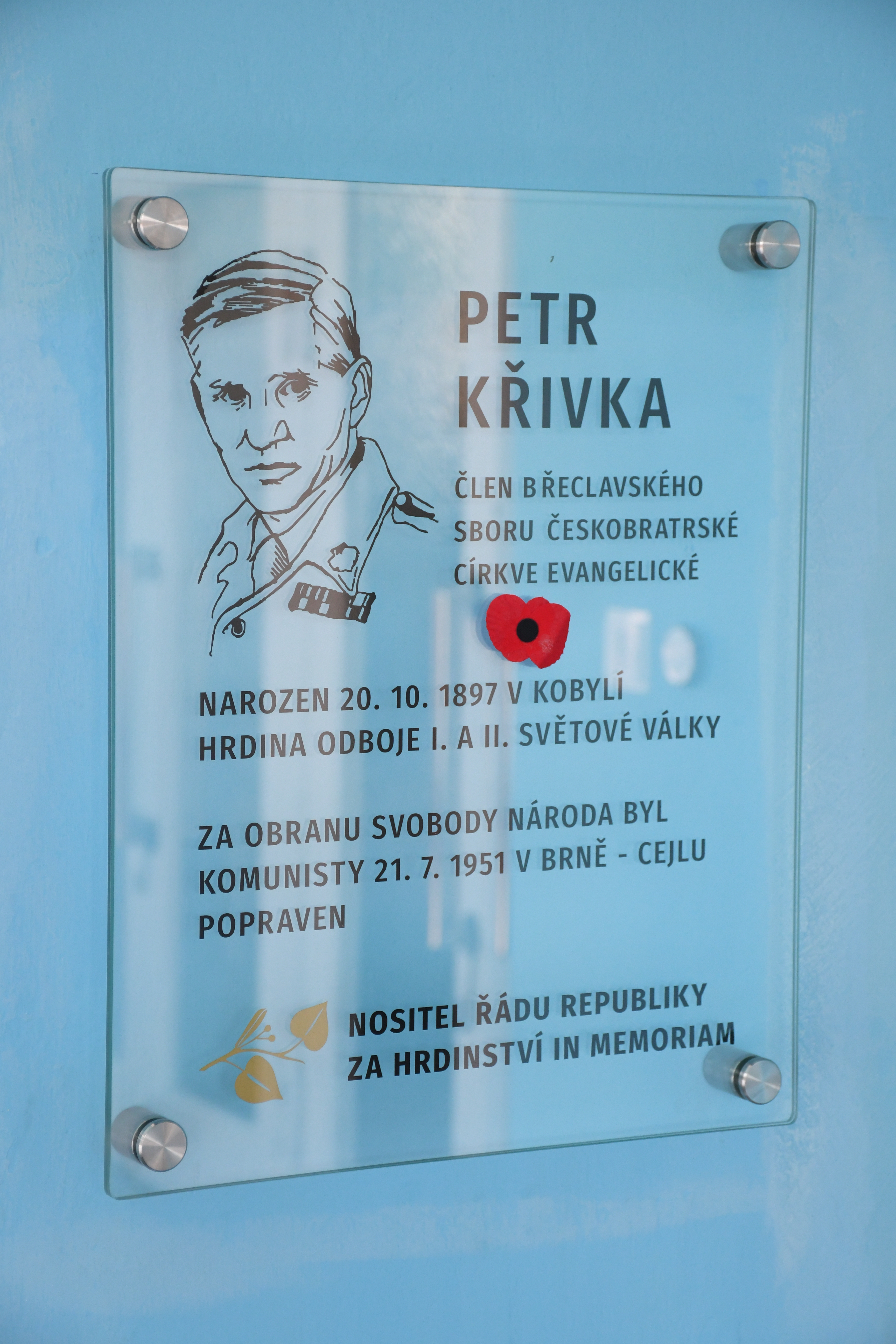
Pamětní deska Petra Křivky v evangelickém kostele v Břeclavi

Petr Křivka (21. října 1897 Kobylí – 21. července 1951 Věznice na Cejlu) byl český voják, zámečník, protirakouský, protinacistický a protikomunistický odbojář odsouzený v politickém procesu komunistickým režimem k trestu smrti a v roce 1951 popraven.

## Životopis
Narodil se v roce 1897 v Kobylí na Břeclavsku. Měl celkem sedm sourozenců (Jana, Marii, Václava, Františka, Antonína, Kateřinu a Josefa), sám se narodil jako v pořadí čtvrtý. Jeho otec Václav byl zemědělec, matka se jmenovala Kateřina. Osm let studoval na obecné škole. Ve 14 letech se stal členem tělovýchovné jednoty Sokol. V mládí se v Čejči vyučil zámečníkem, přičemž následující tři roky pracoval ve Vidni. Od února 1917 působil v řadách Rakousko-uherské armády, přičemž bojoval na italské frontě v pěším pluku č. 24. V dubnu 1918 mu byla udělena dovolená, během které zběhl z vojenské služby. Až do konce první světové války se tak skrýval v různých lesích, kde se snažil založit odbojovou skupinu proti Rakousku-Uhersku. Měl zároveň být členem Československých legií v Itálii.

### Po první světové válce
Po vyhlášení Československa se přestal skrývat a dostal se do Brna, kde se stal členem pěšího pluku č. 8. Účastnil se přitom bojů v maďarsko-československé válce. V srpnu 1920 byl demobilizován. Za jeho počínání mu byla udělena Pamětní medaile FIDAC, Vítězná medaile 1918, Jubilejní pamětní medaile 1898 a Kříž československé obce Dobrovolců. V roce 1921 se oženil se svou ženou Růženou. Měl dvě děti, nejprve se mu narodila dcera Růžena, v roce 1928 pak syn Ladislav (podle jiných zdrojů Vladimír). V letech 1921 až 1922 byl studentem strojní průmyslové školy v Košicích. Ve městě rovněž pracoval jako zámečník ve výtopně. Poté působil jako zámečník u Československých drah. V tomto zaměstnání působil až do roku 1938. V roce 1926 se zároveň sta členem Česká strany národně socialistické, v roce 1929 se stal členem výboru strany. Po obsazení Československa nacisty působil v protinacistickém odboji, kde pomáhal s převodem osob přes hranice. Od roku 1939 pak žil v Kútech. V dubnu 1940 byl zatčen gestapem, ale krátce po svém zatčení, když byl ještě ve své pracovní uniformě, se mu podařilo z brněnských Kounicových kolejí, kde byl vězněn, uprchnout, když předstíral, že je montér. Ze Slovenska poté uprchl (využil přitom stejnou trasu, na níž sám pomáhal občanům uprchnout z Československa), když se přes Bratislavu dostal do Maďarska. Během svého útěku přitom seskočil z jedoucího vlaku. Následně cestoval přes Bělehrad v Jugoslávii, Řecko, Turecko, Bejrút v dnešním Libanonu a dnešní Egypt. Nakonec se tak dostal do Francie. V červnu 1940 se stal členem československé zahraniční armády, když narukoval v Marseille. Posléze se stal přesunul do města Agde. Po kapitulaci Francie byl převezen do Velké Británie. V letech 1943 až 1945 byl poté jako četař členem osobní ochranky československého prezidenta v exilu Edvarda Beneše.
V období kolem konce druhé světové války mu byla udělena Československá vojenská pamětní medaile a Československá pamětní medaile Za zásluhy II. stupně. Zároveň byl povýšen do hodnosti rotmistra. Po definitivním konci války a návratu do vlasti došlo v srpnu 1945 k jeho demobilizaci. Zároveň obnovil své členství v národněsocialistické straně, přičemž se stal členem předsednictva ústředního výboru strany. Do prosince 1948 poté působil u československých drah ve funkci vozového revizora. Od ledna 1949 byl v důchodu.

### Po únoru 1948
Po únorovém převratu v roce 1948 měl podle pozdějších obvinění ze strany Státní bezpečnosti začít budovat odbojovou skupinu, přičemž na konci března 1948 ji měl začít formovat s Josefem Šinkovským. Křivka, Šinkovský a další muži měli diskutovat nastalou politickou situaci v zemi a možnosti jejího zvratu. Podle obvinění se měl pak pokusit sestavit skupinu, s níž by komunistický režim svrhnul, ovšem toto obvinění je pravděpodobně vykonstruované. Zatčen byl v rámci Akce Tábor v srpnu 1949 v Bučovicích. Jeho skupinu, která měla o politické situaci po únoru 1948 diskutovat, ovšem infiltrovalo i několik agentů Státní bezpečnosti. Po zatčení Křivky bylo zatčeno dalších téměř 200 osob. Jen několik dní po zatčení přitom ve vazbě za nejasných okolností zemřel člen této skupiny Jan Koreis. Křivka byl po zatčení ve vazbě brutálně mučen.

#### Soudní proces a poprava

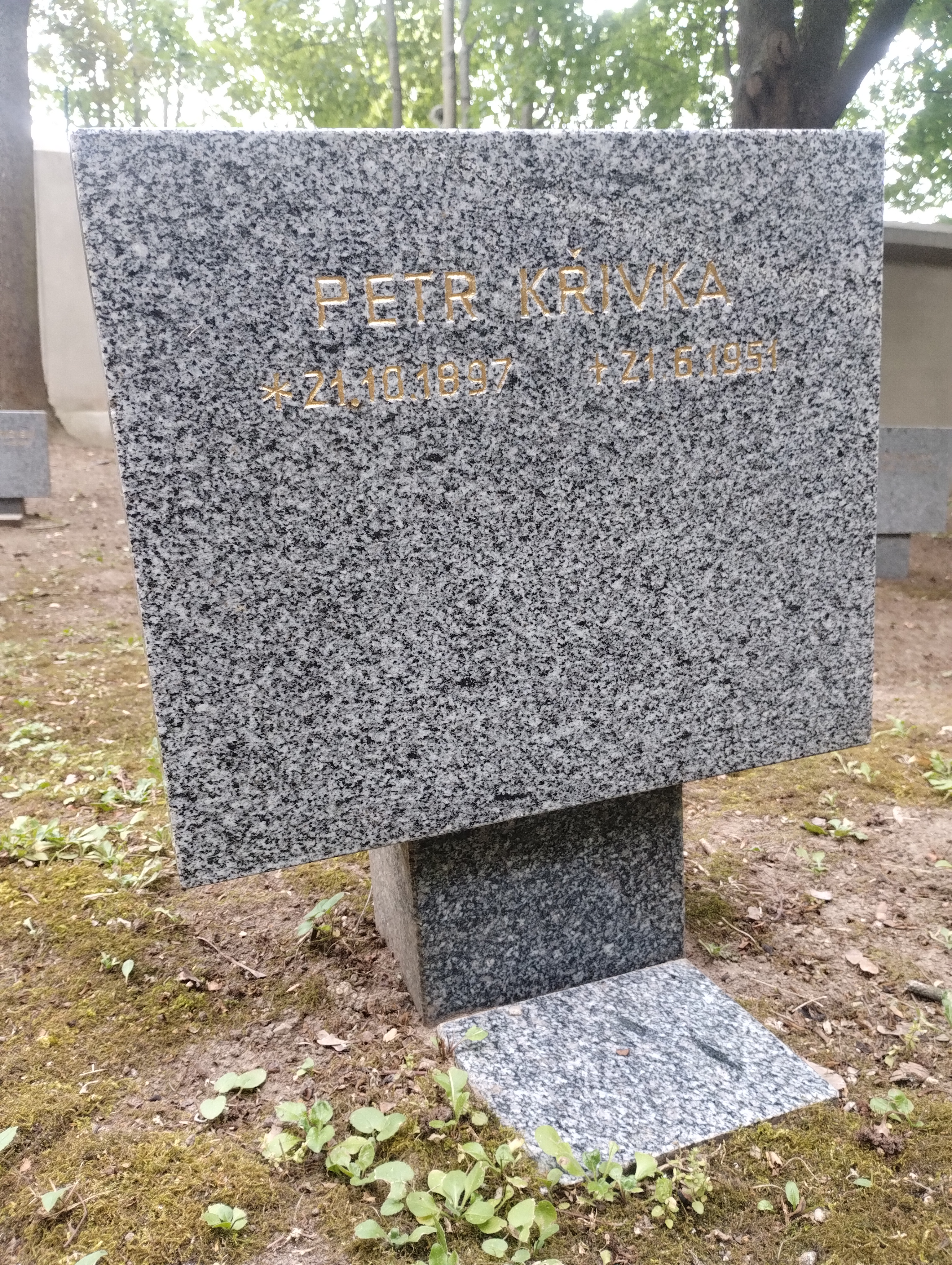
Symbolický náhrobek P. Křivky na Čestném pohřebišti v Ďáblicích

V únoru 1951 byl za trestné činy velezrady a vyzvědačství odsouzen k trestu smrti. Jeho přání být zastřelen mu nebylo vyhověno. Další dvacítce osob byly uděleny dlouholeté tresty odnětí svobody a další desítky lidí byly odsouzeny v navazujících procesech. Sám Křivka byl popraven byl v červenci 1951. Pohřben byl na brněnském Ústředním hřbitově. V 70. letech ovšem jeho hrob za nejasných okolností zmizel. V politickém procesu byla k trestům odnětí svobody odsouzena také řada jeho příbuzných.
V městské části Brno-Nový Lískovec je po něm od roku 1993 pojmenována jedna z ulic. Na jeho rodném domě v Kobylí byla instalována pamětní deska, stejně jako v místě jeho bývalého bydliště v Brno-Lískovci. V roce 1996 mu byl udělen in memoriam řád Za hrdinství. Podrobně o jeho životě pojednává diplomová práce Jitky Chorvátové z roku 2018.